# محمد ولي ميرزا
محمد ولي ميرزا (الفارسية: محمدولی میرزا؛ عاش 1789–1864 م) كان أميرًا قاجاريًا وحاكمًا في إيران في القرن التاسع عشر. كان الابن الثالث أو الرابع لفتح علي شاه (حكم 1797–1834 م).
في عام 1799، عُين حاكمًا لمدينة سمنان، وفي وقت لاحق، في عام 1802، لمقاطعة خراسان، حيث نجح في استعادة عاصمتها الإقليمية مشهد من الأمير الأفشاري المتمرد نادر ميرزا أفشار [الإنجليزية] في عام 1803. اتسمت ولاية محمد ولي ميرزا في خراسان بالتحديات الناجمة عن الموارد المالية والعسكرية المحدودة. وهذا يتطلب منه الاعتماد على النخب المحلية مثل إسحاق خان قرائي ترباتي [الإنجليزية]، زعيم قبيلة قرائي، أحد الزعماء العديدين الذين نحتوا مجالًا شبه مستقل بعد الفراغ السياسي الذي خلفه تراجع إمبراطورية الدراني وضعف حكام مشهد الأفشاريين السابقين. إن استقلالية هؤلاء الزعماء المحليين حدت من سلطة محمد ولي ميرزا في المناطق القريبة من مشهد، ونيسابور، وسبزوار، وترشييز.
اشتهر محمد ولي ميرزا برحلات الصيد، واستخدمها ومنح الخلعة (أردية الشرف) لتعزيز العلاقات مع الزعماء المحليين. ومع ذلك، بحلول صيف عام 1813، انهارت علاقتهما. في آب 1813، ثار الأرستقراطيون بقيادة إسحاق خان، مما أدى إلى الإطاحة بمحمد ولي ميرزا في 7 أيلول 1813. على الرغم من أن إسحاق خان حصل في البداية على دعم الفصائل المتمردة، إلا أن أصوله المتواضعة أدت بسرعة إلى رفضه من زعماء آخرين في خراسان، مثل رضا قلي خان ظفرانلو ونجف قلي خان شادلو.

## الإرث والتقييم
يُوصف محمد ولي ميرزا في النصوص الفارسية بأنه فلكي حكيم وماهر، وكان يتمتع بالعادات التقليدية. ومع ذلك، وصفه عالم إيران البريطاني جافين آر جي هامبلي بأنه "عنيف وغير معتدل". ووفقًا للمؤرخة الإيرانية الحديثة فاطمة سودافار فرمانفرمايان؛ "كانت خراسان بالفعل نقطة توتر أدارها الأمير بشكل جيد، على الرغم من أن السخط الناتج عن الإعدام المتهور للقراء أشعل القبائل التي ستعذب المقاطعة لسنوات عديدة قادمة".